# Bahnhof Lauffen (Neckar)

Gleisseite des Empfangsgebäudes um 1910

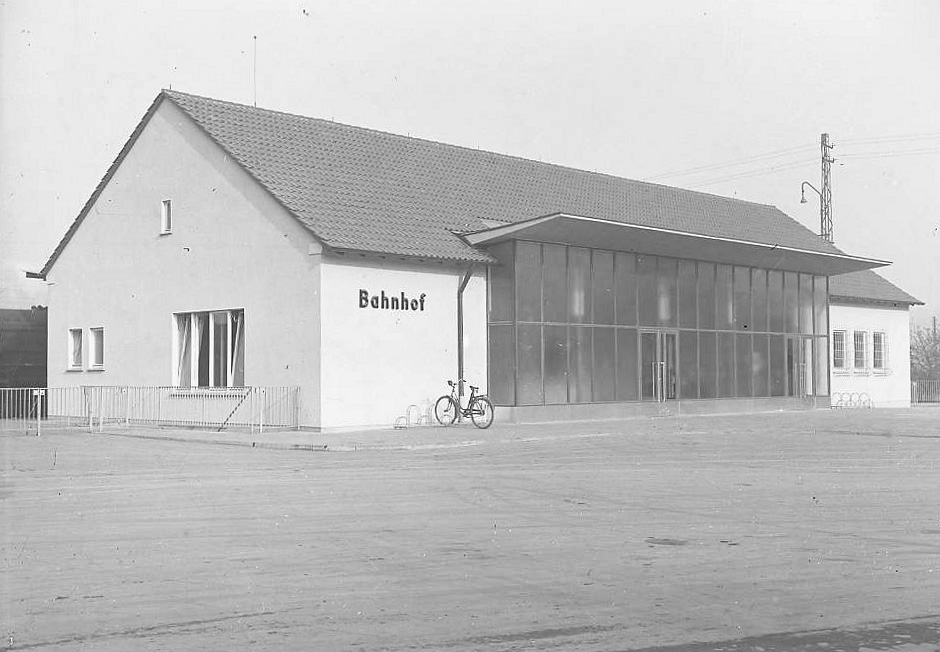
Empfangsgebäude, Stadtseite (1955)

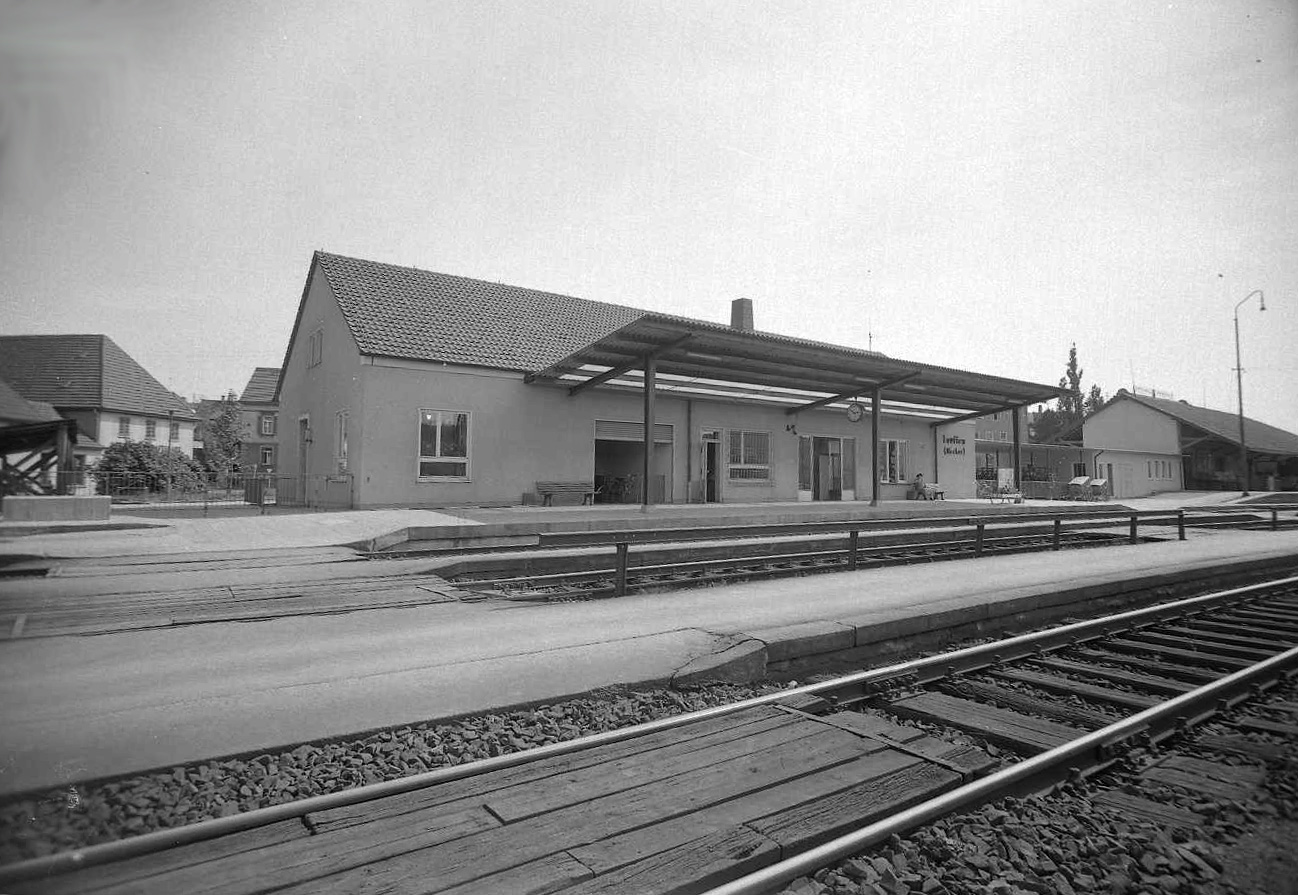
Empfangsgebäude, Gleisseite (1957)

Der Bahnhof Lauffen (Neckar) ist ein Durchgangsbahnhof an Kilometer 40,511 der Bahnstrecke Bietigheim-Bissingen–Osterburken und einziger Bahnhof der Stadt Lauffen am Neckar. Von 1896 bis 1995 war er Ausgangspunkt der stillgelegten Zabergäubahn nach Leonbronn.

## Geschichte
Lauffen erhielt am 25. Juli 1848 durch die Nordbahn von Bietigheim nach Heilbronn Anschluss an das Netz der Königlich Württembergischen Staats-Eisenbahnen (K.W.St.E.). Der Bahnhof war eine „Haltstation 1. Klasse“ und erhielt entsprechend den Normalien von Karl Etzel ein massives Empfangsgebäude mit einem Satteldach und einer Grundfläche von 18,3 × 10,9 m. Das Gebäude verfügte über zwei Vollgeschosse. Es wurde bis 1890 um einen eingeschossigen Anbau erweitert. Das Stellwerk befand sich am Empfangsgebäude. Am 15. September 1894 wurde der zweigleisige Betrieb im Streckenabschnitt Bietigheim–Lauffen–Nordheim aufgenommen.
Ab dem 28. August 1896 war der Lauffener Bahnhof Ausgangspunkt der schmalspurigen Zabergäubahn mit einer Spurweite von 750 Millimetern nach Güglingen. 1901 verlängerten die Königlich Württembergischen Staats-Eisenbahnen die Strecke bis nach Leonbronn. Der Betriebsmittelpunkt der Zabergäubahn war Güglingen, in Lauffen befanden sich unter beengten Platzverhältnissen nur Umladeeinrichtungen und eine einfache Lokbehandlung.
Von 1940 bis 1942 lenkte die nahegelegene Scheinanlage Brasilien, eine Attrappe des Stuttgarter Hauptbahnhofs, zahlreiche alliierten Luftangriffe auf sich. Dadurch wurde auch die Stadt Lauffen ein häufiges Ziel. In der Nacht vom 6. auf den 7. Mai 1942 wurde der Bahnhof schwer getroffen, das Empfangsgebäude wurde dabei vollständig zerstört. Am 26. Juli 1955 eröffnete die Deutsche Bundesbahn (DB) einen Ersatz in Form eines modernen Neubaus. Das Empfangsgebäude wurde von Emil Schuh, auf dessen Entwurf auch der Heilbronner Hauptbahnhof von 1958 zurückgeht, entworfen. Mit dem ziegelgedeckten Satteldach, einer großzügig verglasten Front und einem Vordach aus Spannbeton griff der Architekt zeitgenössische Elemente auf.
Am 1. Juli 1959 nahm die DB den elektrischen Betrieb zwischen Bietigheim und Heilbronn auf. Im Zuge der Elektrifizierung wurde das bisherige Wärterstellwerk 1 am westlichen Ende des Schmalspurbahnhofs aufgegeben. Im Empfangsgebäude wurde ein Relaisstellwerk vom Typ DrS 2 eingerichtet, und die Formsignale wichen Lichtsignalen.
Der schwere Busunfall von Lauffen vom 20. Juni 1959 mit 45 Todesopfern war ausschlaggebend für eine Umspurung der Zabergäubahn auf Normalspur. Der Schmalspurbetrieb wurde zum 3. Mai 1964 eingestellt, und alle dafür vorhandenen Anlagen im Lauffener Bahnhof wurden zurückgebaut. Am 27. September 1964 wurde der normalspurige Betrieb auf der Zabergäubahn bis Brackenheim aufgenommen. Dadurch wurde der Bahnhof Lauffen (Neckar) zu einem regulären Trennungsbahnhof.
Im Rahmen der Einführung des Knotenpunktsystems (KPS) für den Güterverkehr wurde der Bahnhof 1975 zunächst als eigener Knotenbahnhof (Kbf) klassifiziert. Zum 1. Juni 1980 wurde er dem Kbf Heilbronn Rbf zugeordnet.
1984 bis 1985 wurden die beiden Durchgangsgleise durch einen Mittelbahnsteig mit einer Höhe von 76 cm und einen Personentunnel erschlossen und dadurch die schienengleichen Seitenbahnsteige ersetzt. Das Überholgleis wurde auf 750 m verlängert.
Am 25. Juli 1986 wurde der Personenverkehr auf der Zabergäubahn eingestellt, am 25. September 1994 folgte auch der Güterverkehr. Seit 1995 ist die Strecke offiziell stillgelegt. 2010 wurde das Streckengleis im Bereich des Lauffener Bahnhofs im Rahmen von Umbauarbeiten gekappt und auf dem Gleis ein Vorsignal der Hauptstrecke aufgestellt. Der Landkreis Heilbronn verfolgt seit den 1990er Jahren die Reaktivierung der Zabergäubahn und die Integration in das Netz der Stadtbahn Heilbronn.
Das gesamte Gebäudeensemble des Bahnhofs wurde in den Jahren 1997 bis 1998 abgerissen, und der Bereich wurde bis 2000 durch mehrere Geschäftsgebäude und ein Parkhaus mit integriertem Busbahnhof überbaut. In dem Komplex sind unter anderem das Stellwerk, das Lauffener Bürgerbüro und die örtliche Bibliothek untergebracht. Bis zur Übernahme des SPNV durch Abellio im Dezember 2019 befand sich dort auch ein Fahrkartenschalter der DB.

## Anlagen

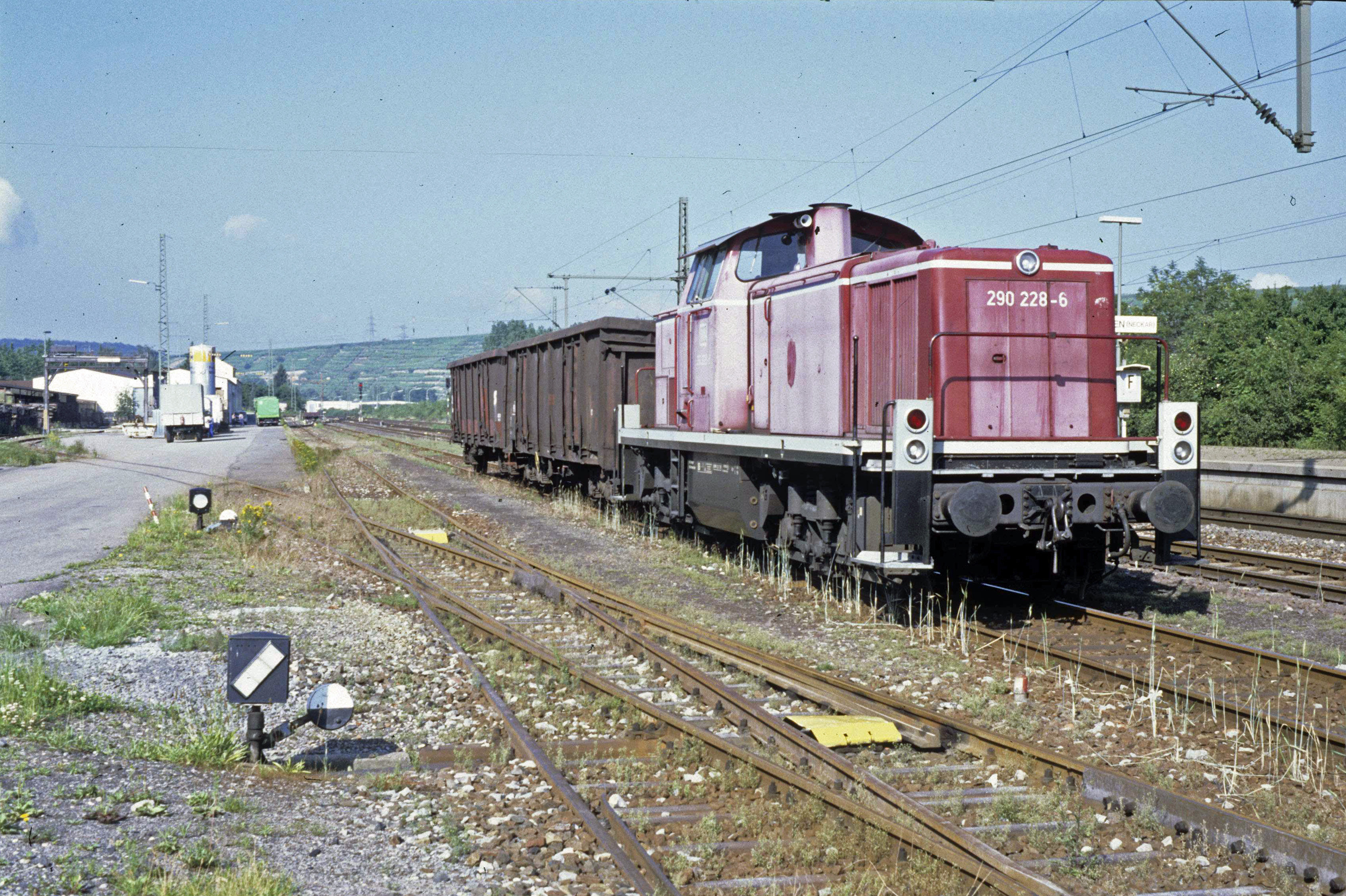
Ortsgüteranlage mit Übergabezug (1989)

Stand 1942 verfügte der Bahnhof ausgehend vom Empfangsgebäude nach Norden über folgende Gleise:
- Gleis 1: Überholgleis in Richtung Heilbronn und in Richtung Bietigheim am Hausbahnsteig
- Gleis 2: Durchgangsgleis in Richtung Heilbronn mit Seitenbahnsteig
- Gleis 3: Durchgangsgleis in Richtung Bietigheim–Stuttgart mit Seitenbahnsteig
- Gleis 4: Personenzüge der Zabergäubahn mit Seitenbahnsteig
- Gleis 5: Umsetzgleis der Zabergäubahn
- Gleis 6 und Gleis 7: Gleise der Rollschemelanlage
- Gleis 8: Abstellgleis (Schmalspur)

Die Bahnsteige der Gleise 2 bis 4 waren nur über höhengleiche Übergänge erreichbar.
Ortsgüteranlage südlich von Gleis 1:
- Gleis 9: Abstellgleis
- Gleis 10 bis 13: Lade- und Rampengleise
- Gleis 14: Verladegleis des Zementwerks am Ostkopf

Im Schmalspurteil des Bahnhofs befanden sich östlich eine Bekohlungsanlage und westlich ein Draisinenschuppen, die zweigleisige Rollschemelanlage, ein Umladehalle, ein Kopfgleis für die Verladung von Schmalspurfahrzeugen und eine Viehrampe. Für die Schmalspurlokomotiven wurde ursprünglich zudem eine 8 m-Drehscheibe errichtet. Sie war 1942 nicht mehr vorhanden.

### Güterverkehr
Westlich an das Empfangsgebäude schloss sich die Güterabfertigung mit dem Güterschuppen und einer Ortsgüteranlage mit fünf Gleisen, Ladestraße, Rampe und Köf-Schuppen an. Am Ostkopf des Bahnhofs kurz vor der Brücke über die Kiesstraße befand sich eine Verladeanlage für Zement. Hierhin führte eine ca. 1 km lange Materialseilbahn, die ausgehend vom Lauffener Zementwerk den Neckar überspannte. Der Versand von Zement per Bahn wurde Ende der 1950er Jahre aufgegeben.
1904 errichtete die Stadt Lauffen auf der Nordseite des westlichen Bahnhofskopfs eine Latrinengrube, über die bis 1924 Fäkalien aus Stuttgart, später auch aus Heilbronn, per Bahn bezogen und den Lauffener Landwirten als Dünger abverkauft wurden. Die Fracht aus den Fasswagen wurden am Gleisstumpf des Überholgleises entleert und von dort über eine Rohrleitung unter den Hauptgleisen der Grube zugeführt.

### Heutiger Ausbaustand
Der Lauffener Bahnhof besitzt heute noch drei Gleise, die alle über einen Bahnsteig verfügen. Gleis 1 befindet sich am Hausbahnsteig, die Gleise 2 und 3 teilen sich einen Mittelbahnsteig. Gleis 1 diente seit der Umspurung den Zügen der Zabergäubahn nach Leonbronn, heute wird es ausschließlich als Überholgleis verwendet. Gleis 2 ist das Durchgangsgleis in Richtung Heilbronn, Gleis 3 ist das Durchgangsgleis in Richtung Stuttgart.
Das Stellwerk vom Typ DrS 2 von 1959 unterliegt einem Umbauverbot. Für die Reaktivierung der Zabergäubahn ist daher ein ca. 30 Mio. Euro teurer Ersatzneubau erforderlich.
Der Bahnhof Lauffen (Neckar) ist Teil des Bausteins 3 des Digitalen Knotens Stuttgart (DKS), der bis ca. 2030 realisiert werden sollte und auf ETCS Level 2 basiert. Die Ausrüstung wurde 2024 aus finanziellen Gründen zurückgestellt.
Die Bahnsteige an Gleis 2 und 3 sowie der Bahnhofsvorplatz sind durch 2 neue Aufzüge seit Herbst 2022 barrierefrei erreichbar.

## Bedienung
Bis Dezember 2019 verkehrte die DB Regio Baden-Württemberg mit Regionalbahnen von Stuttgart über Lauffen nach Heilbronn und weiter nach Osterburken und Lauda. Einzelne RE-Züge nach Würzburg hielten in Lauffen in Tagesrandlage.
Durch die Neuvergabe der Stuttgarter Netze wurden im Dezember 2019 die RB-Züge nach Osterburken durch Abellio Rail Baden-Württemberg und die RE-Züge nach Würzburg von Go-Ahead Baden-Württemberg übernommen, in der zweiten Ausbaustufe erhielt Lauffen dann direkte Verbindungen nach Tübingen sowie Mannheim.
| Strecke | Strecke | Frequenz                       | Betreiber                  |
| ------- | --- | ------------------------------ | -------------------------- |
| RE 12   | Tübingen Hbf – (Kirchentellinsfurt – Wannweil) – Reutlingen Hbf – Metzingen (Württ) – (Bempflingen) – Nürtingen – (Oberboihingen) – (Wendlingen (Neckar)) – Plochingen – Esslingen (Neckar) – Stuttgart-Bad Cannstatt – Stuttgart Hbf – Ludwigsburg – Bietigheim-Bissingen – Besigheim – Walheim (Württ) – Kirchheim (Neckar) – Lauffen (Neckar) – Nordheim (Württ) – Heilbronn Hbf (Heilbronn Sülmertor – Neckarsulm – Neckarsulm Nord – Bad Friedrichshall-Kochendorf – Bad Friedrichshall Hbf – Offenau – Gundelsheim (Neckar) – Haßmersheim – Neckarzimmern – Mosbach-Neckarelz) | 60-Minuten-Takt                | DB Regio Stuttgart         |
| RB 18   | Osterburken – Adelsheim Ost – Sennfeld – Roigheim – Möckmühl – Züttlingen – Siglingen – Neudenau – Herbolzheim (Jagst) – Untergriesheim – Bad Friedrichshall Hbf – (Neckarsulm Nord) – Neckarsulm – Heilbronn Sülmertor – / Mosbach-Neckarelz – Neckarzimmern – Haßmersheim – Gundelsheim (Neckar) – Offenau – Bad Friedrichshall Hbf – Neckarsulm – Heilbronn Sülmertor – / Öhringen-Cappel – Öhringen Hbf – Bretzfeld – Willsbach – Weinsberg – / Neckarsulm – Heilbronn Hbf – Nordheim (Württ) – Lauffen (Neckar) – Kirchheim (Neckar) – Walheim (Württ) – Besigheim – Bietigheim-Bissingen – Ludwigsburg – Stuttgart Hbf – (Stuttgart-Bad Cannstatt – Esslingen (Neckar)) – Plochingen – Wendlingen (Neckar) – (Oberboihingen) – Nürtingen – (Bempflingen) – Metzingen (Württ) – Reutlingen Hbf – (Kirchentellinsfurt) – Tübingen Hbf | 60-Minuten-Takt                | DB Regio Stuttgart         |
| RE 8    | Würzburg Hbf – (Würzburg Süd – Reichenberg(Unterfr.) – Geroldshausen – Kirchheim (Unterfr) – Gaubüttelbrunn – Wittighausen – Zimmern (Main-Tauber) – Grünsfeld – Gerlachsheim) – Lauda – (Königshofen (Baden) – Boxberg-Wölchingen – Eubigheim) – Osterburken – (Adelsheim Ost – Sennfeld – Roigheim) – Möckmühl – (Züttlingen – Siglingen – Neudenau – Herbolzheim (Jagst) – Untergriesheim) – Bad Friedrichshall Hbf – Neckarsulm – (Heilbronn Sülmertor) – Heilbronn Hbf – Nordheim (Württ) – Lauffen (Neckar) – Kirchheim (Neckar) – Walheim (Württ) – Besigheim – Bietigheim-Bissingen – Ludwigsburg – Stuttgart Hbf | einzelne Züge in Tagesrandlage | Go-Ahead Baden-Württemberg |
| RB 8    | Heilbronn Hbf – Nordheim (Württ) – Lauffen (Neckar) – Kirchheim (Neckar) – Walheim (Württ) – Besigheim – Bietigheim-Bissingen – Ludwigsburg – Stuttgart Hbf | ein Zug (morgens)              | Go-Ahead                   |
| RE 10a  | Tübingen Hbf – Reutlingen Hbf – Metzingen (Württ) – Bempflingen – Nürtingen – Oberboihingen – Wendlingen (Neckar) – Plochingen – Esslingen (Neckar) – Stuttgart-Bad Cannstatt – Stuttgart Hbf – Ludwigsburg – Bietigheim-Bissingen – Besigheim – Walheim (Württ) – Kirchheim (Neckar) – Lauffen (Neckar) – Nordheim (Württ) – Heilbronn Hbf – Neckarsulm – Bad Friedrichshall Hbf – Offenau – Gundelsheim (Neckar) – Haßmersheim – Neckarzimmern – Mosbach-Neckarelz – Eberbach – Neckargemünd – Heidelberg Hbf – Mannheim Hbf | ein Zug (morgens)              | DB Regio Stuttgart         |
| RB 12   | Mosbach-Neckarelz – Neckarzimmern – Haßmersheim – Gundelsheim (Neckar) – Offenau – Bad Friedrichshall Hbf – Neckarsulm – Heilbronn Sülmertor – Heilbronn Hbf – Nordheim (Württ) – Lauffen (Neckar) – Kirchheim (Neckar) – Walheim (Württ) – Besigheim – Bietigheim-Bissingen – Ludwigsburg – Stuttgart Hbf – Stuttgart-Bad Cannstatt – Esslingen (Neckar) – Plochingen – Wendlingen (Neckar) – Oberboihingen – Nürtingen – Bempflingen – Metzingen (Württ) – Reutlingen Hbf – Tübingen Hbf | ein Zug (morgens)              | DB Regio Stuttgart         |
| RE 18   | Tübingen Hbf – Reutlingen Hbf – Metzingen (Württ) – Nürtingen – Wendlingen (Neckar) – Plochingen – Esslingen (Neckar) – Stuttgart-Bad Cannstatt – Stuttgart Hbf – Ludwigsburg – Bietigheim-Bissingen – Besigheim – Walheim (Württ) – Kirchheim (Neckar) – Lauffen (Neckar) – Nordheim (Württ) – Heilbronn Hbf – Heilbronn Sülmertor – Neckarsulm – Neckarsulm Nord – Bad Friedrichshall-Kochendorf – Bad Friedrichshall Hbf – Untergriesheim – Herbolzheim (Jagst) – Neudenau – Siglingen – Züttlingen – Möckmühl – Roigheim – Sennfeld – Adelsheim Ost – Osterburken | ein Zug (nachmittags)          | DB Regio Stuttgart         |

(Stand: 2021)